# Arachnanthus bockii
Espèce
Arachnanthus bockii est une espèce de cnidaires de la famille des Arachnactidae.

## Systématique
Le nom valide complet (avec auteur) de ce taxon est Arachnanthus bockii Carlgren, 1924.